# Friedrich Krefter
Friedrich „Fritz“ Krefter (* 15. Oktober 1898 in Emden; † 25. Januar 1995 in Bad Honnef) war ein deutscher Architekt und Archäologe.

## Leben
Krefter legte 1917 sein Abitur am Schillergymnasium Münster ab. Der Schwerpunkt seiner archäologischen Tätigkeit lag in Pasargadae und Persepolis/Iran. Er hielt sich 1928 erstmals im Iran als Assistent Ernst Herzfelds, eines der bekanntesten deutschen vorderasiatischen Archäologen, Altorientalisten und Epigraphiker, in Pasargadae auf. Von 1931 bis 1934 war er dessen Stellvertreter auf dem Grabungsfeld von Persepolis, fand am 18. und 20. September 1933 die silbernen und goldenen Gründungsurkunden des Dareios I. Im Frühjahr 1934 übernahm er die Grabungsleitung, bis er im Mai 1935 von Erich F. Schmidt abgelöst wurde.
1962 bis 1971 erhielt Friedrich Krefter von der Bundesregierung der Bundesrepublik Deutschland den Auftrag, Persepolis zeichnerisch und im Modell zu rekonstruieren. Das Modell im Maßstab 1:200 schenkte die Bundesrepublik Deutschland 1967 Schah Mohammad Reza Pahlavi anlässlich seiner Krönung. Ein weiteres Modell im Maßstab 1:1000 befindet sich im Vorderasiatischen Museum Berlin.
91-jährig hielt er 1989 seinen letzten öffentlichen Vortrag im Landesmuseum Mainz anlässlich der Sonderausstellung „Persepolis - Ein Weltwunder der Antike“, die ihm zu seinem 90. Geburtstag gewidmet wurde und die zuerst in München gezeigt worden war. 1991 erschien seine letzte wissenschaftliche Arbeit: „Die blauen Schuhe“ zum Thema der Farbgebung in Persepolis in der Schriftenreihe Archäologischen Mitteilungen aus Iran, die sein einstiger Mentor Ernst Herzfeld 1929 begründet hatte.

## Ehrungen
- 1974: Großes Verdienstkreuz der Bundesrepublik Deutschland[2]

## Schriften
- Persepolis-Rekonstruktionen: der Wiederaufbau des Frauenpalastes; Rekonstruktionen der Paläste; Modell von Persepolis (= Teheraner Forschungen. Band 3). Gebr. Mann, Berlin 1971, ISBN 3-7861-2189-3
- Achämenidische Palast- und Grabtüren. In: Archäologische Mitteilungen aus Iran. Neue Folge, Band 1, 1968, S. 99–113.
- Mit Ernst Herzfeld in Pasargadae und Persepolis 1928 und 1931–1934. In: Archäologische Mitteilungen aus Iran. Band 12, 1979, S. 13–25.